# Microgaster leechi
Microgaster leechi är en stekelart som beskrevs av Walley 1935. Microgaster leechi ingår i släktet Microgaster och familjen bracksteklar. Inga underarter finns listade i Catalogue of Life.